# Ada andreettae
Ada andreettae Dodson 1993, es una orquídea de hábito epífita originaria de Ecuador.

## Características
Es una planta de tamaño mediano, que prefiere clima cálido a fresco, tiene, cada vez más, hábito epífita, con pseudobulbo elíptico-ovoide envuelto en hojas basales con vainas y una sola hoja apical, erecta, coriácea, lanceolada que aparece a continuación en la base de la hoja y que florece en la primavera en una inflorescencia axilar de 15 cm de largo con varias flores de 3 cm de largo en racimos.

## Distribución y hábitat
Encontrado en Ecuador en alturas en torno a 1800 m s. n. m.

## Taxonomía
Ada andreettae fue descrita por Calaway H. Dodson y publicado en Orquideología; Revista de la Sociedad Colombiana de Orquideología 19(1): 77. 1993.
Etimología
Ver: Ada, Etimología
andreettae: epíteto que fue nombrado en honor del padre Andreetta (sacerdote ecuatoriano amante de las orquídeas.
Sinonimia
- Brassia andreettae (Dodson) Senghas 1997[2][4][5]

## Nombre común
- Español: Ada del padre Andreetta[2]